# Tichomir Iwanow
Tichomir Iwajło Iwanow (bułg. Тихомир Ивайло Иванов; ur. 11 lipca 1994 w Plewenie) – bułgarski lekkoatleta, skoczek wzwyż.
Na 12. miejscu zakończył start podczas juniorskich mistrzostw Europy w Rieti (2013). Rok później zajął 7. lokatę na mistrzostwach Europy w Zurychu. Siódmy skoczek wzwyż młodzieżowego czempionatu Europy (2015). W 2016 zajął 5. miejsce na mistrzostwach Starego Kontynentu w Amsterdamie oraz był dziesiąty podczas igrzysk olimpijskich w Rio de Janeiro. Czwarty zawodnik halowych mistrzostw Europy (2017).
Zdobywał złote medale mistrzostw krajów bałkańskich.
Wielokrotny złoty medalista mistrzostw Bułgarii oraz reprezentant kraju na drużynowych mistrzostwach Europy oraz w meczach międzypaństwowych.
Rekordy życiowe: stadion – 2,31 (11 sierpnia 2017, Londyn); hala – 2,28 (8 lutego 2017, Bańska Bystrzyca, 4 marca 2017, Belgrad, 4 lutego 2018, Sofia oraz 16 lutego 2019, Stambuł).

## Osiągnięcia
| Rok  | Impreza                                  | Miejsce        | Lokata            | Wynik |
| ---- | ---------------------------------------- | -------------- | ----------------- | ----- |
| 2011 | Olimpijski festiwal młodzieży Europy     | Trabzon        | 7. miejsce        | 2,00  |
| 2013 | Mistrzostwa Europy juniorów              | Rieti          | 12. miejsce       | 2,10  |
| 2014 | Mistrzostwa Europy                       | Zurych         | 7. miejsce        | 2,26  |
| 2015 | Halowe mistrzostwa Europy                | Praga          | el. – 14. miejsce | 2,24  |
| 2015 | II liga drużynowych mistrzostw Europy    | Stara Zagora   | 4. miejsce        | 2,15  |
| 2015 | Młodzieżowe mistrzostwa Europy           | Tallinn        | 7. miejsce        | 2,18  |
| 2016 | Mistrzostwa Europy                       | Amsterdam      | 5. miejsce        | 2,24  |
| 2016 | Igrzyska olimpijskie                     | Rio de Janeiro | 10. miejsce       | 2,29  |
| 2017 | Halowe mistrzostwa Europy                | Belgrad        | 4. miejsce        | 2,27  |
| 2017 | I liga drużynowych mistrzostw Europy     | Vaasa          | 1. miejsce        | 2,30  |
| 2017 | Mistrzostwa świata                       | Londyn         | –                 | NM    |
| 2018 | Halowe mistrzostwa świata                | Birmingham     | 9. miejsce        | 2,20  |
| 2019 | Halowe mistrzostwa Europy                | Glasgow        | 4. miejsce        | 2,22  |
| 2019 | Uniwersjada                              | Neapol         | 1. miejsce        | 2,30  |
| 2019 | II liga drużynowych mistrzostw Europy    | Varaždin       | 1. miejsce        | 2,24  |
| 2019 | Mistrzostwa świata                       | Doha           | el. – 16. miejsce | 2,26  |
| 2021 | Halowe mistrzostwa Europy                | Toruń          | el. – 9. miejsce  | 2,16  |
| 2021 | II liga drużynowych mistrzostw Europy    | Stara Zagora   | 1. miejsce        | 2,26  |
| 2021 | Igrzyska olimpijskie                     | Tokio          | el. – 26. miejsce | 2,17  |
| 2022 | Mistrzostwa Europy                       | Monachium      | 8. miejsce        | 2,18  |
| 2023 | Halowe mistrzostwa Europy                | Stambuł        | el. – 9. miejsce  | 2,14  |
| 2023 | II dywizja drużynowych mistrzostw Europy | Chorzów        | 1. miejsce        | 2,24  |
| 2023 | Mistrzostwa świata                       | Budapeszt      | el. – 28. miejsce | 2,18  |
| 2024 | Mistrzostwa Europy                       | Rzym           | 6. miejsce        | 2,22  |
| 2024 | Igrzyska olimpijskie                     | Paryż          | 8. miejsce        | 2,27  |
| 2025 | Halowe mistrzostwa Europy                | Apeldoorn      | el. – 10. miejsce | 2,18  |
| 2025 | II dywizja drużynowych mistrzostw Europy | Maribor        | 4. miejsce        | 2,16  |